# Herman Wesstra
Herman Wesstra Jr. (Oldetrijne, 23 april 1843 - Den Haag, 14 januari 1911), eigenlijk Harmen Jurjens Wesstra, was een Nederlands architect van Friese afkomst, die de laatste decennia van de 19de eeuw veel in Den Haag heeft gebouwd. Wesstra behoorde tot de groep Haagse architecten, waartoe ook behoorden W.B. van Liefland en stadsarchitect Adam Schadee. Veel van hun werk is verloren gegaan.

## Bekende gebouwen

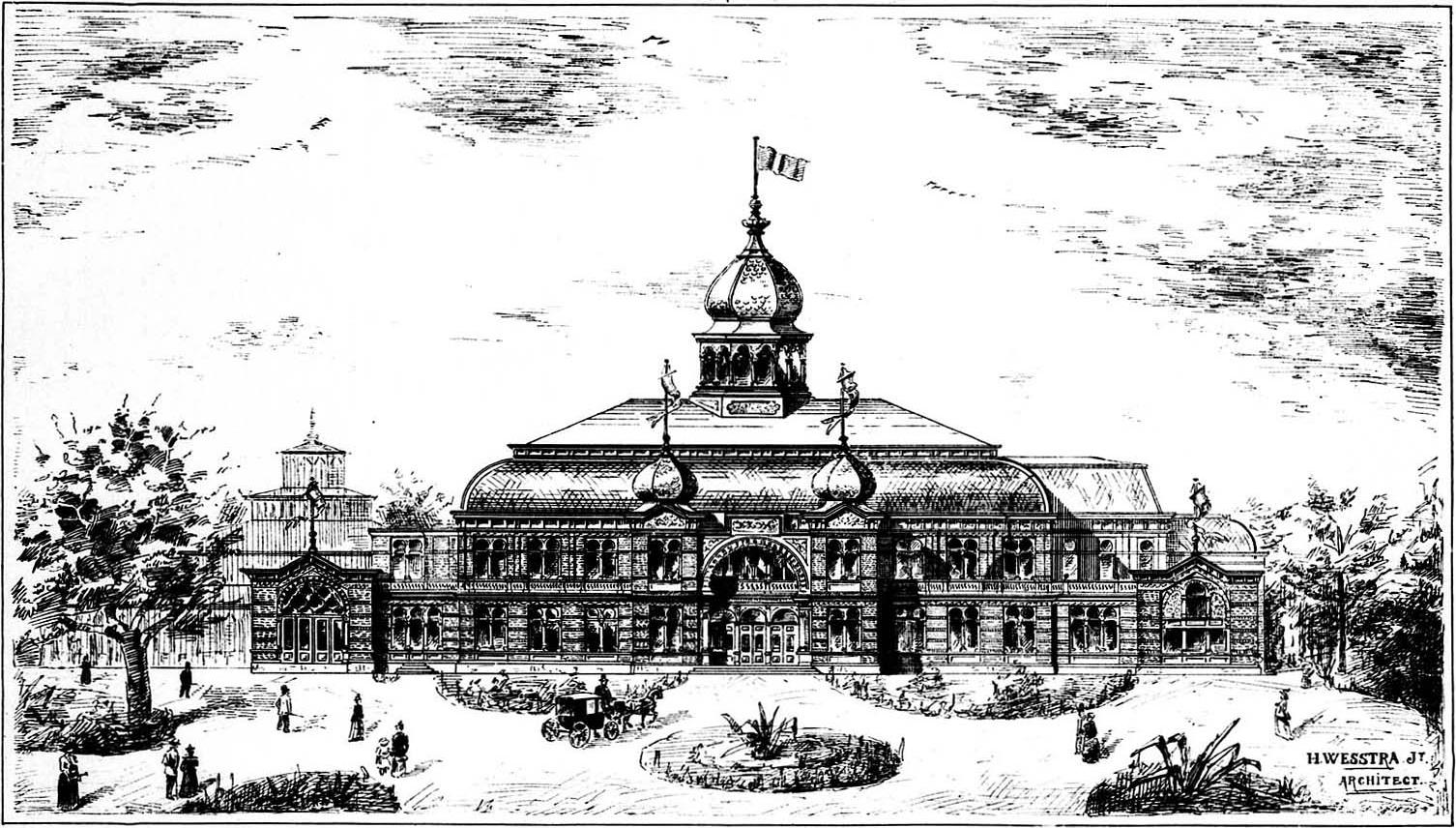
Concertgebouw in de dierentuin

- Concertgebouw van de Haagse Dierentuin, 1892
- Passage, 1885 i.s.m. J.C. van Wijk, in 2007 gerenoveerd
- Theater Scala, in 1884 als casino gebouwd, vanaf 1901 theater
- Panoramagebouw aan de Bezuidenhoutseweg, 1881-1886
- De Seinpost in Scheveningen, gesloopt in 1976, vervangen door flatgebouw Seinpostduin
- Villa Pauline in de Scheveningse Bosjes
- Herenhuis aan de Stationsweg 74, in 1881 gebouwd in opdracht van Theodorus Henricus Pourchez (1845-?)

ander werk
- Fontein van het Bankaplein, gemaakt in 1881, gesloopt in 1922

## Trivia
In de 'architectenbuurt' van Den Haag is een Architect Wesstrakade.
- Gemeinsame Normdatei: 1041614861
- International Standard Name Identifier: 0000 0004 1822 1290
- Library of Congress Control Number: no2013098088
- Nederlandse Thesaurus van Auteursnamen: 357523091
- Virtual International Authority File: 305179593
- WorldCat: E39PBJmpfkXWfbR8jtGvpyymVC